# 拉納克城堡

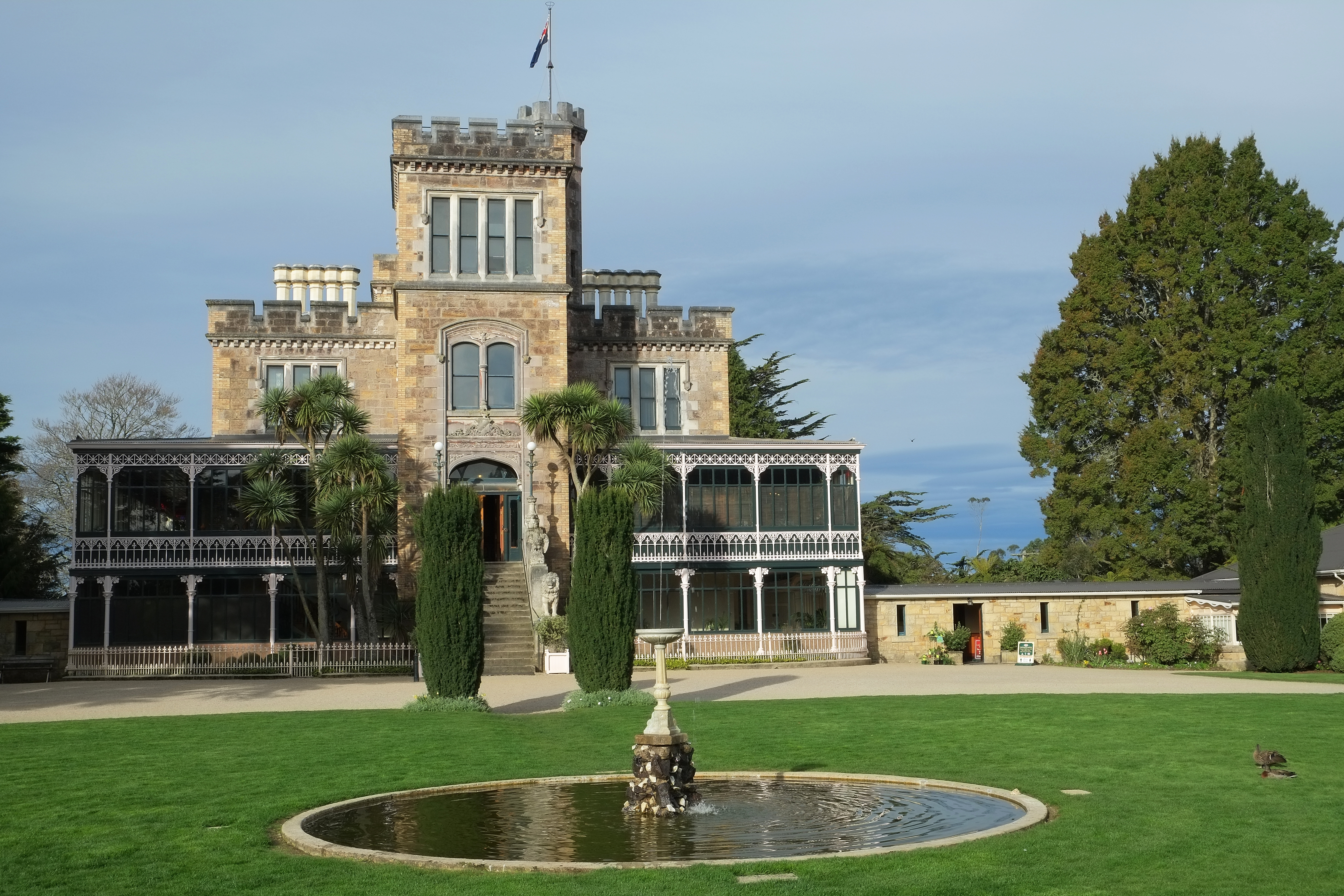

拉納克城堡（Larnach Castle）是位於紐西蘭南島城市但尼丁的一座城堡建築。拉納克城堡是紐西蘭歷史上兩座城堡式建築之一，但由於另一座城堡現在已經是廢墟，因此拉納克城堡是紐西蘭唯一一座現存城堡建築。拉納克城堡修建於1873年至1887年，現在對一般遊客開放。